# Grande Sérvia
O termo Grande Sérvia (em sérvio:  Велика Србија, Velika Srbija) aplica-se às principais correntes dentro nacionalismo sérvio, especialmente de caráter expansionista.

Mapa da "Grande Sérvia" proposto em finais da década de 1980 pelo Partido Radical Sérvio de Vojislav Šešelj. Incluindo a Macedônia, Bósnia e Herzegovina e a Crajina (na atual Croácia)

## Definição
Na aplicação do termo Grande Sérvia é possível reconhecer duas correntes. A primeira diz respeito ao objetivo de unir todos os sérvios em um Estado e na sua forma mais radical, a inclusão ao estado de áreas onde sérvios são uma minoria, mais ou menos significativa. Desde 1918, tem sido também aplicado neste sentido, um movimento para a criação ou manutenção de uma Iugoslávia, em que os sérvios seriam dominantes política e etnicamente.
A segunda estaria relacionada com a atual, que tenta unir os povos eslavos do Sul, até a simples expansão da Sérvia, de modo a que os supostos povos irmãos seriam forçado a adaptar-se às leis e costumes sérvios. Por extensão, na sequência do estabelecimento da Iugoslávia, que aqueles que contrariam essa união historicamente são acusados de incentivar os seus apoiantes para a imposição da dominação sérvia sobre Iugoslávia, ligando este conceito com o citado em primeiro lugar. Os favoráveis da Grande Sérvia alegaram que o simples fato da criação da Iugoslávia é um resposta à necessidade de unir sérvios em um estado e reduzir a liderança sérvia, então, atacar os fundamentos da própria existência do país.

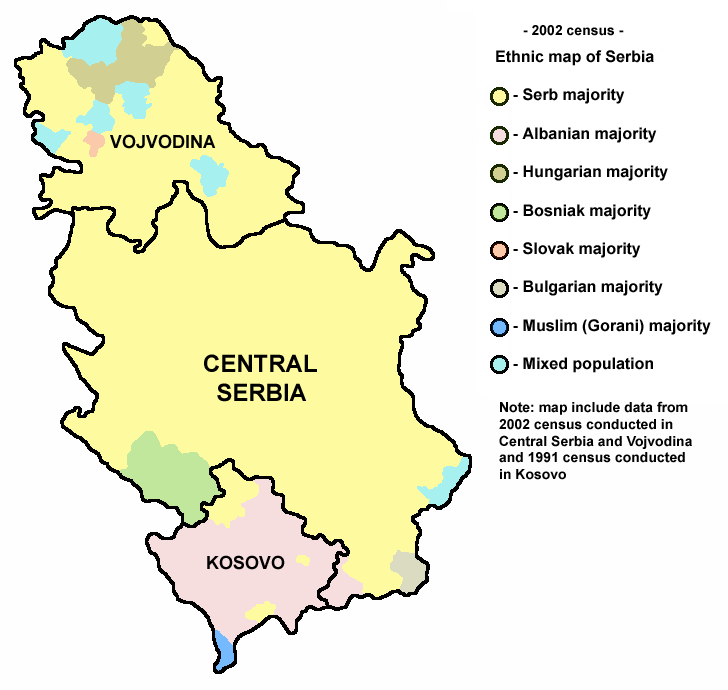
Mapa étnico da Sérvia, segundo o censo de 2002. Em amarelo, zonas de maioria sérvia. Em cor-de-vinho, de maioria albanesa.

De uma forma ou de outra, as reivindicações sobre os territórios que foram formados em algum momento parte da Sérvia surgiram repetidamente durante o século XIX e XX, especialmente na expansão para o sul nas próprias Guerras Balcânicas de 1912-1913, bem como a tentativa de expansão para o oeste durante a Dissolução da Iugoslávia na década de 1990. A ideia é baseada na existência histórica de um grande número de sérvios que vivem fora das suas fronteiras, nomeadamente na Bósnia e Herzegovina e, no passado, da Croácia (antes da fuga dos sérvios, em 1995, que haviam tentado dividir o território croata). Na prática a política da ideia da Grande Sérvia é vista como uma motivação entre os diferentes casos que terminaram em guerra, como a Primeira Guerra Mundial e as Guerras na Iugoslávia (1991-2001).

## Precedentes históricos
A ideia de uma federação de povos iugoslavos já estava presente nos escritos do nobre polaco influente Adam Jerzy Czartoryski (incluindo em sua sonhada confederação polaco-lituana), acredita-se que o ideal da Velika Srbija tem um precedente diretamente no relatório de 1844 do ministro sérvio Ilija Garašanin e denominado Načertanije. Em que reivindicava-se a união do povo sérvio, que nessa altura se encontravam em territórios estrangeiros, divididos entre o então Império Austro-húngaro e o Império Otomano. Estes territórios incluíam muito da atual Croácia (o território ao leste da linha Virovitica-Karlovac-Karlobag), toda a atual Bósnia e Herzegovina, Kosovo, norte da Albânia e da República da Macedônia. Garašanin propôs vários métodos para estender a influência da Sérvia, incidindo especialmente sobre a propaganda e à interligação com agitadores pró-sérvios, a fim de proporcionar uma situação favorável, quando o Império Otomano finalmente desmoronasse. Este plano não foi tornado público até 1897, e tem sido interpretado como uma preliminar para a unificação nacional da Sérvia, reforçando as ideias nacionalistas pró-sérvias nas regiões vizinhas, considerado no relatório como desprovido de consciência nacional propriamente dita.
Têm apontado para a posterior alteração do significado e influência do "Načertanije", especificamente em duas formas: em primeiro lugar as preliminares inicialmente preocupadas com a propaganda e o colapso do Império Otomano, teria sido transformada em um projeto para expandir a influência e controle da Sérvia, mesmo em territórios que nunca tinham sido parte da Sérvia. A outra alteração importante é a mudança nos métodos: inicialmente um plano de propaganda, posteriormente transformado em estratégia militar e, por vezes, como no caso da Mão Negra, em atividades terroristas.
A partir de 1850 a importância do ideal, ainda inominado foi crescendo entre os políticos sérvios. Quase todos eles imaginaram algum tipo de "confederação dos Bálcãs", que incluem Sérvia, Bulgária e, por vezes, a Romênia, Bósnia e Herzegovina e da Croácia, enquanto que dissolveria do Império Austro-Húngaro.

## Aparição do termo
O termo "Grande Sérvia" aparece pela primeira vez em público com uma carga pejorativa, em um panfleto do socialista sérvio Svetozar Marković, em 1872. O título Velijka Srbija / Grande Sérvia expressa o pavor em que o autor com a perspectiva de uma expansão sem a necessidade de reformas sociais e culturais, bem como a uma possível confrontação com povos vizinhos vencidos como croatas ou búlgaros. Posteriormente, a avaliação da expressão foi variando, por exemplo, nos escritos do intelectual sérvio-bósnio Jefta Dedijer do final do século XIX. Este imaginou a Sérvia e Montenegro, os dois vizinhos com parentesco étnico com os territórios austro-húngaro, como o núcleo eslavo em torno do qual iria criar um grande estado (maior que a Iugoslávia) que unem todos os sérvios, bem como áreas de origem semelhantes, por serem eslavos ou por coincidência religiosa. Até este ponto, as coisas não passavam de uma discussão acadêmica.

## O argumento linguístico

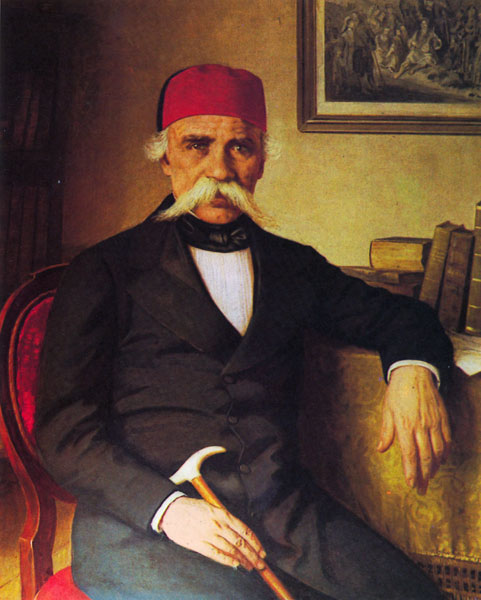
Vuk Stefanović Karadžić.

O linguista sérvio mais notável do século XIX, Vuk Stefanović Karadžić, sustenta em seu tratado "todos os sérvios e em qualquer lugar" a ideia de que todos os eslavos que falam o dialeto stokaviano (de base, incluindo a língua servo-croata) deviam ser considerados sérvios, enquanto que na realidade falavam a autêntica língua sérvia. Esta definição significa que grandes áreas da Croácia e Dalmácia, assim como a Bósnia e Herzegovina, incluindo as zonas habitadas por católicos e muçulmanos que não tinham consciência nacional Sérvia, eram sérvios. Karadžić é, portanto, considerado como um dos progenitores da ideia da Grande Sérvia. Em qualquer caso, se trata de um dos principais modeladores da consciência nacional da Sérvia, com o objetivo de incorporar todos os falantes de dialetos stokavianos em um moderno estado sérvio. Convém notar que, curiosamente, a sua definição exclusivamente linguística teria excluído apenas não só o Kosovo, mas o sul da Sérvia, onde a população fala o dialeto torlački.
De qualquer forma, o projeto de Karadžić teve apoio dos autores eslavos no princípio do século XX (que incluíam Josef Dobrovský, Pavel Josef Šafařík, e Jernej Kopitar).

## Século XX

### 1900-1918

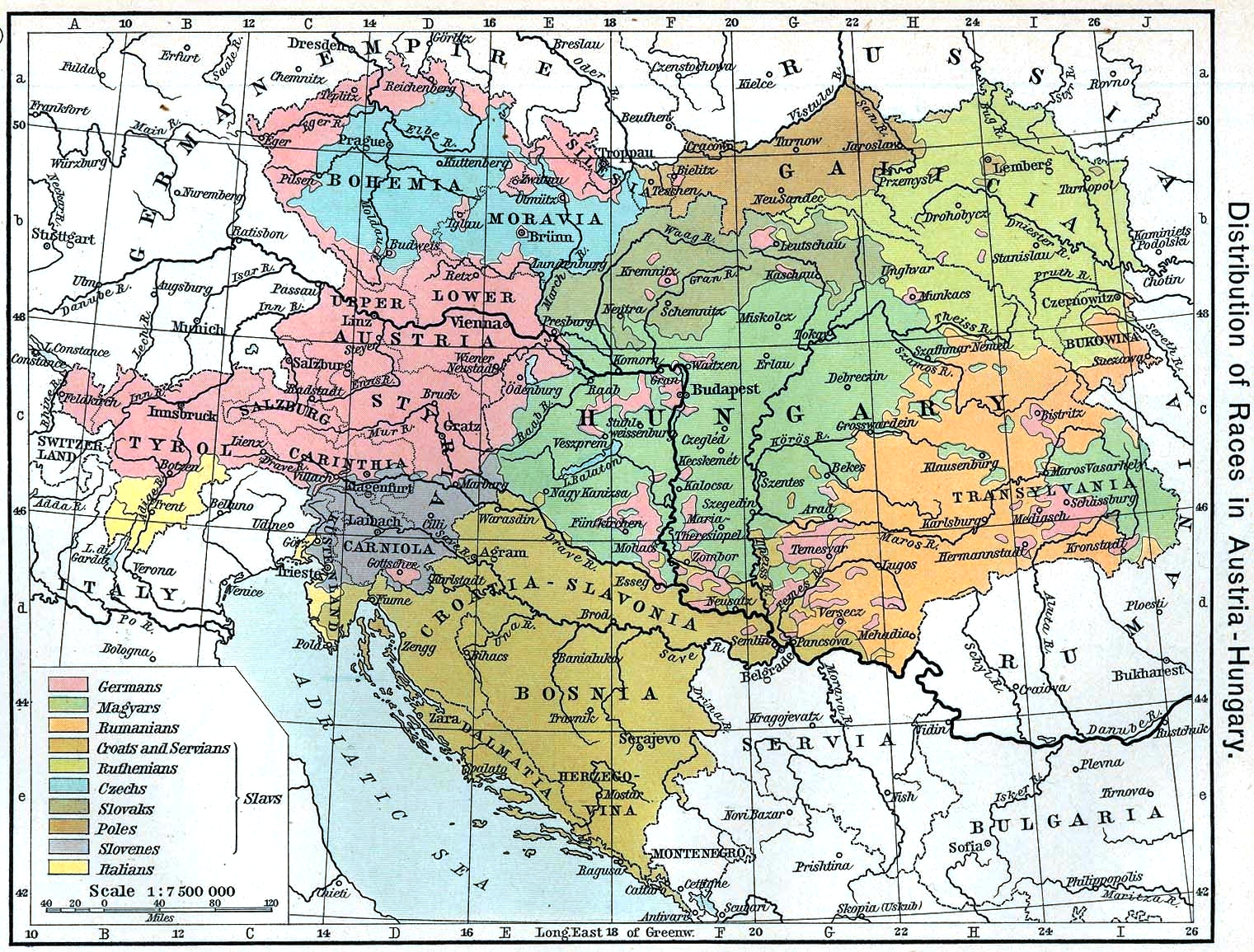
Divisões étnicas do Império Austro-Húngaro em 1911.

No início do século, entre os grupos radicais-nacionalistas sérvios se incluíam a organização terrorista Mão Negra, liderada pelo coronel Dragutin Dimitrijević "Apis", que havia tomado uma postura cada vez mais ativa e militante, no caso do grande Estado sérvio. Acredita-se que esta organização seja responsável pelas numerosas atrocidades cometidas durante as Guerras dos Balcãs de 1912-1913. Em 1914, um militante sérvio bósnio, Gavrilo Princip assassinou o Arquiduque Francisco Fernando de Habsburgo, o que desencadeou a crise internacional que iria degenerar na I Guerra Mundial.
Por outro lado e em sentido mais moderado, em torno de 1914, o termo "Grande Sérvia" foi gradualmente substituído por um pan-eslavismo mais neutro. Esta mudança de perspectiva visa conquistar apoio entre os outros eslavos vizinhos, também ocupados pela Áustria-Hungria. A intenção de criar um Estado eslavo no Sul ("Yugo-slav") foi expressa na Declaração de Niš feita pelo Primeiro-Ministro sérvio Nikola Pašić em 1914, bem como as declarações de Alexandre I da Sérvia em 1916. Os documentos mostram que a Sérvia queria prosseguir uma política que integrasse a totalidade do território que conteria os sérvios e os eslavos do sul, incluindo os croatas, eslovenos e bósnios muçulmanos.

### 1918-1945

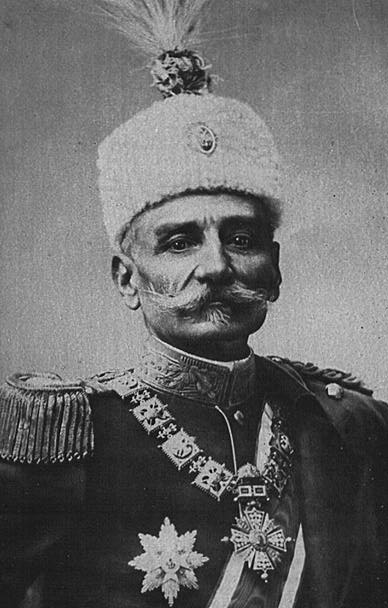
O rei Pedro I da Iugoslávia, soberano do Reino da Sérvia e Reino da Iugoslávia entre 1903 e 1921.

Em 1918, a Tríplice Entente (Grã-Bretanha, França e Rússia) vence a Alemanha e Áustria-Hungria. A Sérvia, que havia sido aliada da Entente, pressiona os aliados para alcançar os suas reivindicações territoriais, apoiada pelas minorias sérvias que viviam nos mesmos. É nesse tempo que Montenegro se juntou à Sérvia, os aliados finalmente concederam Eslovênia, Croácia e Bósnia e Herzegovina. Nacionalistas sérvios e iugoslavos alegam que estes povos diferiam muito pouco e só por causa da divisões religiosas impostas por ocupantes estrangeiros. Sob essa crença, na Sérvia se estendeu a convicção generalizada que essa anexações seriam seguidas por uma progressiva equiparação dos seus cidadãos em uma identidade baseada na Sérvia sul-eslava, o que legitimaria o controle étnico e religioso que havia de manter toda a Bósnia e Herzegovina, Kosovo e Croácia.
Além disso, o domínio da Sérvia do então chamado Reino da Iugoslávia (que existiu até à Segunda Guerra Mundial), foi visto por alguns como o resultado de fato de uma política baseada na ideia da Grande Sérvia. Portanto, os movimentos e partidos tanto de direita e como os de esquerda se opunham ao próprio Reino: o Partido Comunista da Iugoslávia expandiu a sua concepção da luta de classes para incluir os conflito étnicos e de classe: os burgueses opressores da classe operária tornaram-se os "opressores sérvio-burgueses". No que se refere à oposição de direita, o Reino encontrava uma considerável resistência nacionalista na Croácia, e o movimento Ustacha tentando justificar sua virulenta postura anti-Sérvia, com o argumento de que pretendia "libertar a Croácia de leis estrangeiras, e estabelecer um Estado completamente livre e independente sobre a totalidade de seu território histórico." Esses sentimentos foram muito populares na Croácia naquele momento, e os Ustaše, que eram uma pequena minoria e não representativa, conseguiram tirar proveito da situação. Em 9 de outubro de 1934, um terrorista macedônio recrutado pelos Ustaše assassinaram o rei Alexandre em Marselha.

### Após a II Guerra Mundial

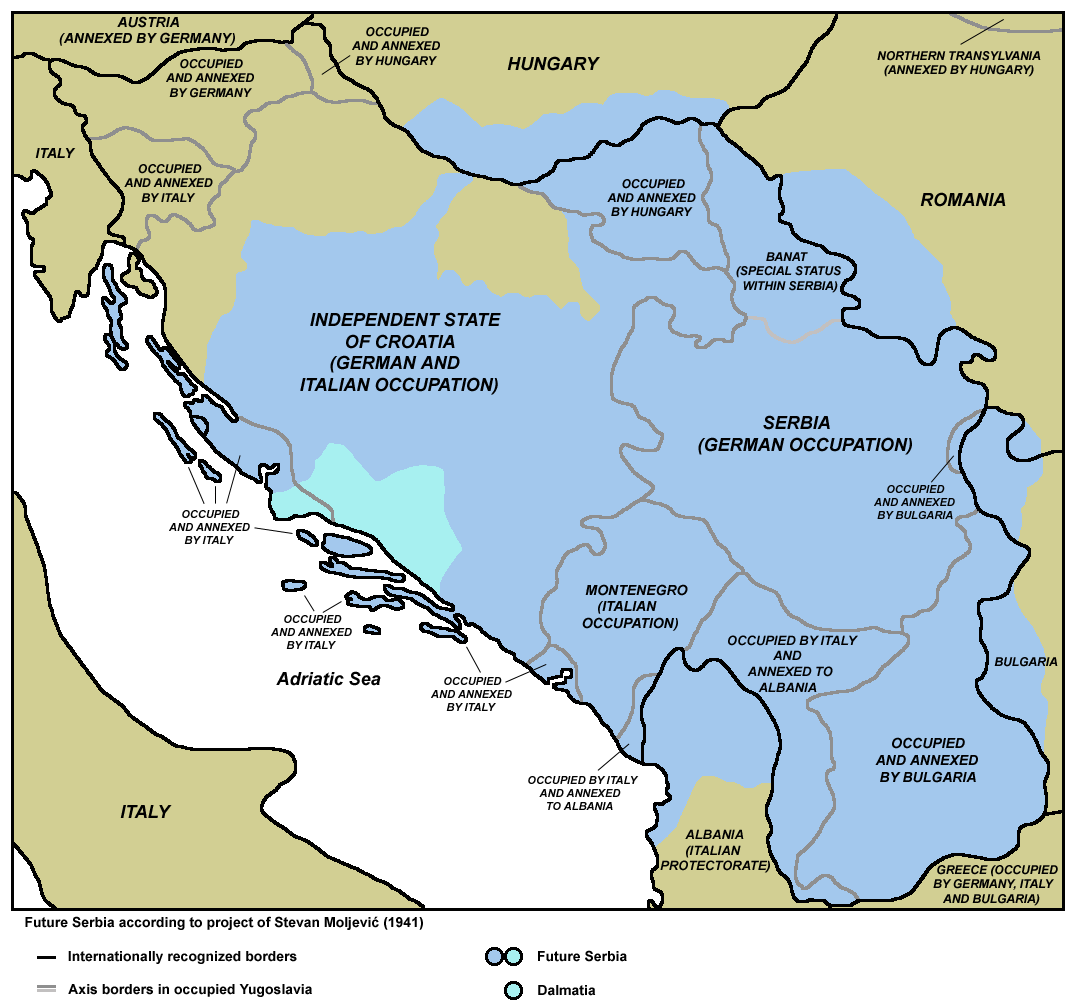

Durante a Segunda Guerra Mundial, o movimento dos Chetniks (na sua maioria sérvia), liderado por Draža Mihailović, tentaram definir a sua visão de um futuro pós-guerra. Um de seus intelectuais, o nacionalista sérvio-bósnio Stevan Moljević, propôs em 1941 (em um artigo intitulado "Sobre o estado e as suas fronteiras"), a criação de uma Grande Sérvia que deveria incorporar apenas uma grande parte da Bósnia e da Croácia. Este documento teria sido um ponto importante de discussão na conferência Chetnik em Janeiro de 1944, que perdeu os registros. De qualquer forma, as ideias de Moljević nunca foram implementadas devido a derrota dos Chetnik às mãos dos partidários do general Josip Tito, e é difícil assegurar o quão influentes foram, devido à perda dos arquivos acima referidos do congresso. Mas a sua ideia central, ou seja, que a Sérvia é definida pelo padrão de resolução de sua população sem levar em conta as fronteiras nacionais, inevitavelmente evoca a ideia da Grande Sérvia. Do mesmo modo, o mapeamento da Sérvia proposta/sonhada por Moljević se tornou uma referência básica para o nacionalismo, sobrevivendo até hoje. Os mapas com a imagem da Grande Sérvia não são incomuns na mídia como um reflexo da ideologia política do Partido Radical Sérvio.

## Papel na dissolução da Iugoslávia

### O Memorando da Academia sérvia de Ciências e Artes
A situação dos sérvios na Iugoslávia socialista após a Segunda Guerra Mundial agravou-se em maior ou menor medida, devido ao resultado do mesmo. A lista dos males supostamente sofrido pelos sérvios, durante décadas, e sua alegação de serem submetidos à República Socialista teve a sua expressão mais importante no Memorando da Academia Sérvia das Ciências e das Artes, um documento que não revelado ao público em 1986, e o processo de quase desintegração do bloco comunista que teria como um de seus efeitos agravado a exacerbação de diferentes nacionalidades. O documento teve uma importância determinante, de impulso do que se tornou o movimento pansérvio nos últimos anos da década de 1980 que levaria Slobodan Milošević ao poder. Os autores do Memorando eram os maiores intelectuais da sociedade da Sérvia, no momento. Descrevia uma sistemática discriminação histórica anti-Sérvia, e até acabou por considerar que houve de fato um genocídio entre os sérvios que vivem no Kosovo. Muitas das suas afirmações são muito duvidosas.
Sua tese central incluía as seguintes ideias:
- que a Iugoslávia estava sob a hegemonia nazista, croata e eslovena.
- que os sérvios da Iugoslávia se encontravam submetidos como nação, sendo que esta é especialmente brutal no Kosovo e na Croácia, onde a situação dos sérvios foi "a pior que a história recorda."
- que a Sérvia é economicamente explorada, estando sujeita a mecanismos político-econômicos em que a maioria das suas restantes riquezas eram roubadas entre Eslovênia, Croácia e Kosovo.
- que as fronteiras entre as repúblicas iugoslavas eram arbitrárias e que tinha sido concebida pela decisão dos comunistas croatas e eslovenos.

Os defensores do Memorando argumentaram que não procuravam a desagregação da Iugoslávia para criar uma Grande Sérvia, em contrapartida, se manifestavam em favor da Iugoslávia, mas o seu apoio ao mesmo estaria sujeito a mudanças fundamentais para terminar com o que eles denominam  discriminação anti-sérvia, que estava ligada a Constituição iugoslava desde a fundação da República. A alteração solicitada a mais fortemente desenvolvida era a abolição da autonomia do Kosovo e da Vojvodina, parte da própria Sérvia.

### A Era Milosevic

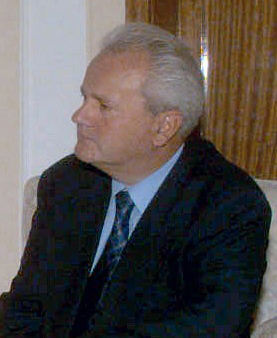
Slobodan Milošević, o principal defensor da política da "Grande Sérvia" durante a década de 1990.

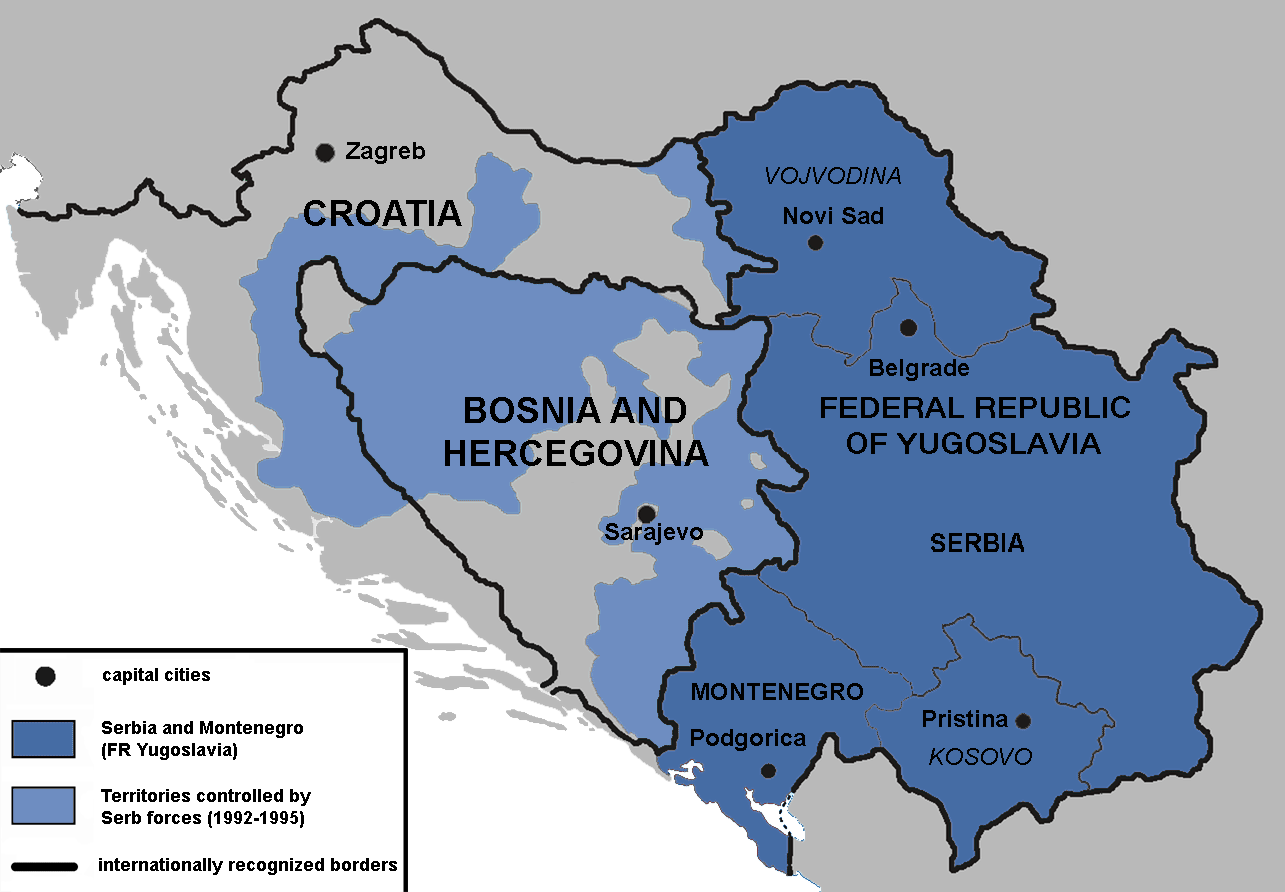
Muitos analistas acreditam que o objetivo da era Milosevic seria a Grande Sérvia, que uniria todos os sérvios em um desmoronamento da Iugoslávia.

Com a chegada ao poder de Slobodan Milošević o discurso do memorando se tornou de conhecimento público na Sérvia. Milošević implementou um rigoroso controle dos meios de comunicação, a fim de propagar a teoria do mesmo, bem como a necessidade de ajustes na Iugoslávia para corrigir esta tendência. Estes desempenhos foram seguidos pela "revolução anti-burocrática", através da qual, com a derrubada dos governos provinciais do Kosovo e Voivodina, e do governo da República de Montenegro, Milošević construiu uma posição dominante para aceder a presidência coletiva da Iugoslávia. Mais tarde, em 1990, várias eleições colocaram no poder partidos de oposição ao movimento pan-sérvio na Croácia e Eslovênia.
Na Sérvia, nesse momento vários partidos da oposição exigiram abertamente a criação da Grande Sérvia, rejeitando as fronteiras das repúblicas vizinhas, como a criação artificial de Tito. Assim se manifestaram tanto o Movimento de Renascimento Sérvio de Vuk Drašković como o Partido Radical Sérvio de Seselj, e ambos alegaram que as alterações recentes tinham apenas começando a compensar muitos dos preconceitos anti-sérvios que alegavam o Memorando. Embora apoiado por esses grupos, Milošević e o seu Partido Socialista da Sérvia se diziam os restantes apoiantes da Federação Iugoslava. Pouco antes do início do conflito nos Balcãs, com o poder nas mãos do governo federal para o caminho das repúblicas, chegando a um impasse no qual tanto os eslovenos como os croatas procuravam uma confederação e os sérvios queriam reforçar a federação. Em qualquer caso, nota-se também que a ameaça implícita de que, se é suposto que se a Iugoslávia se dissolvesse, Milošević tomaria a bandeira dos partidos que o apoiavam e procurariam o nascimento da nova Grande Sérvia.

### As Guerras
Durante as Guerras Iugoslavas da década de 1990, o conceito da Grande Sérvia foi amplamente considerado fora da Sérvia como a principal motivação das campanhas militares empreendidas para formar e apoiar o Estado sérvio nos territórios das repúblicas da antiga iugoslavas na Croácia (República Sérvia da Krajina) e na Bósnia e Herzegovina (República Srpska). Do ponto de vista sérvio, o objetivo desta política foi a de garantir os direitos dos sérvios assegurando que nunca poderiam estar sujeito às leis potencialmente hostis, especialmente nos territórios dos seus históricos inimigos croatas